# Futbol'nyj Klub Orenburg 2018-2019
Questa voce raccoglie le informazioni riguardanti il Futbol'nyj Klub Orenburg nelle competizioni ufficiali della stagione 2018-2019.

## Stagione
Al ritorno in Prem'er-Liga la squadra ottenne un ottimo settimo posto in campionato, sfiorando lo storico approdo nelle Coppe europee.

## Maglie
| Manica sinistra · Manica sinistra · Maglietta · Maglietta · Manica destra · Manica destra · Pantaloncini · Pantaloncini · Calzettoni · Calzettoni | Manica sinistra · Manica sinistra · Maglietta · Maglietta · Manica destra · Manica destra · Pantaloncini · Calzettoni · Calzettoni |

## Rosa
| N. |                        | Ruolo | Calciatore                |
| -- | ---------------------- | ----- | ------------------------- |
| 1  | Russia (bandiera)      | P     | Aleksandr Rudenko         |
| 3  | Bielorussia (bandiera) | D     | Michail Sivakoŭ           |
| 6  | Croazia (bandiera)     | D     | Silvije Begić             |
| 7  | Serbia (bandiera)      | A     | Đorđe Despotović          |
| 8  | Croazia (bandiera)     | C     | Danijel Miškić            |
| 9  | Russia (bandiera)      | A     | Andrej Kozlov             |
| 10 | Slovenia (bandiera)    | C     | Denis Popović             |
| 11 | Russia (bandiera)      | A     | Andrea Čukanov            |
| 12 | Russia (bandiera)      | D     | Andrej Malych             |
| 13 | Russia (bandiera)      | D     | Sergei Terekhov           |
| 15 | Russia (bandiera)      | D     | Dmitri Andreev (capitano) |
| 16 | Portogallo (bandiera)  | C     | Ricardo Alves             |
| 19 | Russia (bandiera)      | C     | Aleksej Sutormin          |

| N. |                       | Ruolo | Calciatore        |
| -- | --------------------- | ----- | ----------------- |
| 23 | Russia (bandiera)     | C     | Sergei Breyev     |
| 29 | Uzbekistan (bandiera) | C     | Vadim Afonin      |
| 31 | Russia (bandiera)     | D     | Vitali Shakhov    |
| 32 | Russia (bandiera)     | C     | Artëm Kulišev     |
| 56 | Russia (bandiera)     | P     | Aleksandr Dovbnja |
| 58 | Russia (bandiera)     | D     | Ade               |
| 60 | Russia (bandiera)     | D     | Savelij Kozlov    |
| 66 | Russia (bandiera)     | C     | Michail Bakaev    |
| 77 | Russia (bandiera)     | C     | Nikita Malyarov   |
| 86 | Russia (bandiera)     | C     | Grigorij Čirkin   |
| 88 | Russia (bandiera)     | A     | Artëm Galadžan    |
| 91 | Russia (bandiera)     | P     | Yevgeni Frolov    |

## Risultati

### Campionato
| Mosca 28 luglio 2018 1ª giornata | Spartak Mosca | 1 – 0 referto | Orenburg | Otkrytie Arena |

| Samara 5 agosto 2018 2ª giornata | Kryl'ja Sovetov Samara | 0 – 3 referto | Orenburg | Samara Arena |

| Orenburg 12 agosto 2018 3ª giornata | Orenburg | 1 – 0 referto | Lokomotiv Mosca | Stadio Gazovik |

| Kaspijsk 17 agosto 2018 4ª giornata | Anži | 1 – 3 referto | Orenburg | Anži-Arena |

| Orenburg 26 agosto 2018 5ª giornata | Orenburg | 1 – 1 referto | Krasnodar | Stadio Gazovik |

| Chimki 2 settembre 2018 6ª giornata | Dinamo Mosca | 2 – 0 referto | Orenburg | Arena Chimki |

| Orenburg 16 settembre 2018 7ª giornata | Orenburg | 1 – 2 referto | Zenit San Pietroburgo | Stadio Gazovik |

| Groznyj 22 settembre 2018 8ª giornata | Achmat Groznyj | 1 – 1 referto | Orenburg | Stadion imeni Achmat-Chadži Kadyrova |

| Orenburg 28 settembre 2018 9ª giornata | Orenburg | 0 – 1 referto | CSKA Mosca | Stadio Gazovik |

| Rostov sul Don 6 ottobre 2018 10ª giornata | Rostov | 0 – 1 referto | Orenburg | Rostov Arena |

| Orenburg 20 ottobre 2018 11ª giornata | Orenburg | 0 – 0 referto | Enisej | Stadio Gazovik |

| Tula 27 ottobre 2018 12ª giornata | Arsenal Tula | 2 – 2 referto | Orenburg | Stadio Arsenal |

| Orenburg 5 novembre 2018 13ª giornata | Orenburg | 1 – 0 referto | Rubin | Stadio Gazovik |

| Ekaterinburg 10 novembre 2018 14ª giornata | Ural | 2 – 1 referto | Orenburg | Stadio Uralmaš |

| Orenburg 24 novembre 2018 15ª giornata | Orenburg | 1 – 0 referto | Ufa | Stadio Gazovik |

| Orenburg 3 aprile 2019 16ª giornata | Orenburg | 3 – 1 referto | Kryl'ja Sovetov Samara | Stadio Gazovik |

| Mosca 8 dicembre 2018 17ª giornata | Lokomotiv Mosca | 2 – 1 referto | Orenburg | RŽD Arena |

| Orenburg 1º marzo 2019 18ª giornata | Orenburg | 0 – 1 referto | Anži | Stadio Gazovik |

| Krasnodar 11 marzo 2019 19ª giornata | Krasnodar | 2 – 2 referto | Orenburg | Stadio FK Krasnodar |

| Orenburg 16 marzo 2019 20ª giornata | Orenburg | 1 – 0 referto | Dinamo Mosca | Stadio Gazovik |

| San Pietroburgo 31 marzo 2019 21ª giornata | Zenit San Pietroburgo | 3 – 1 referto | Orenburg | Stadio San Pietroburgo |

| Orenburg 8 aprile 2019 22ª giornata | Orenburg | 1 – 3 referto | Achmat Groznyj | Stadio Gazovik |

| Mosca 13 aprile 2019 23ª giornata | CSKA Mosca | 2 – 3 referto | Orenburg | Arena CSKA |

| Orenburg 20 aprile 2019 24ª giornata | Orenburg | 3 – 0 referto | Rostov | Stadio Gazovik |

| Krasnojarsk 25 aprile 2019 25ª giornata | Enisej | 2 – 1 referto | Orenburg | Stadio Centrale |

| Orenburg 29 aprile 2019 26ª giornata | Orenburg | 1 – 1 referto | Arsenal Tula | Stadio Gazovik |

| Kazan' 3 maggio 2019 27ª giornata | Rubin | 2 – 0 referto | Orenburg | Kazan Arena |

| Orenburg 10 maggio 2019 28ª giornata | Orenburg | 2 – 2 referto | Ural | Stadio Gazovik |

| Ufa 18 maggio 2019 29ª giornata | Ufa | 0 – 2 referto | Orenburg | Stadio Neftjanik |

| Orenburg 26 maggio 2019 30ª giornata | Orenburg | 2 – 0 referto | Spartak Mosca | Stadio Gazovik |

### Coppa di Russia
| Barnaul 25 settembre 2018 Sedicesimi di finale | Dinamo Barnaul | 0 – 2 referto | Orenburg | Stadio Dinamo |

| Orenburg 31 ottobre 2018 Ottavi di finale | Orenburg | 1 – 0 referto | Tjumen' | Stadio Gazovik |

| Orenburg 28 novembre 2018 Quarti di finale - Andata | Orenburg | 2 – 4 referto | Arsenal Tula | Stadio Gazovik |

| Chimki 6 marzo 2019 Quarti di finale - ritorno | Arsenal Tula | 1 – 1 referto | Orenburg | Arena Chimki |